# Dinarolacerta
Dinarolacerta es un género de lagartos de la familia Lacertidae. Sus especies se distribuyen por los Balcanes, desde Croacia hasta Albania.

## Especies
Se reconocen las siguientes dos especies:
- Dinarolacerta montenegrina Ljubisavljević, Arribas, Džukić & Carranza, 2007
- Dinarolacerta mosorensis (Kolombatović, 1886)